# Phil Bourque
Phillipe Richard Bourque (* 8. Juni 1962 in Chelmsford, Massachusetts) ist ein ehemaliger US-amerikanischer Eishockeyspieler, der in seiner aktiven Zeit von 1980 bis 2000 unter anderem für die Pittsburgh Penguins, New York Rangers und Ottawa Senators in der National Hockey League spielte.

## Karriere
Phil Bourque begann seine Karriere als Eishockeyspieler bei den Kingston Canadians, für die er von 1980 bis 1982 in der kanadischen Juniorenliga Ontario Hockey League aktiv war. Anschließend erhielt er im Oktober 1982 einen Vertrag als Free Agent bei den Pittsburgh Penguins. Von 1982 bis 1987 spielte er überwiegend für deren Farmteam Baltimore Skipjacks in der American Hockey League, während er nur vereinzelt für die Pittsburgh Penguins in der National Hockey League zum Einsatz kam. Auch in der Saison 1987/88 spielte er hauptsächlich für das neue Farmteam der Penguins, die Muskegon Lumberjacks aus der International Hockey League. In der IHL konnte er überzeugen und wurde in das First All-Star Team der Liga gewählt. Zudem erhielt er die Governor’s Trophy als bester Verteidiger der IHL. Ab der Saison 1988/89 konnte sich der Flügelspieler einen Stammplatz bei den Penguins erkämpfen, mit denen er in den Spielzeiten 1990/91 und 1991/92 jeweils den prestigeträchtigen Stanley Cup gewann.
Im Sommer 1992 unterschrieb Bourque einen Vertrag als Free Agent bei den New York Rangers, bei denen er eineinhalb Jahre lang blieb, ehe er nach nur wenig Einsatzzeit in seinem zweiten Jahr bei den Rangers im März 1994 zu den Ottawa Senators transferiert wurde. Auch bei den Senators konnte er nicht vollends überzeugen, sodass er im Laufe der Saison 1995/96 zu den Detroit Vipers aus der IHL wechselte. Die Saison 1996/97 verbrachte er bei deren Ligarivalen Chicago Wolves. Sowohl in Detroit, als auch in Chicago konnte er überzeugen, so dass er zur Saison 1997/98 von den Starbulls Rosenheim aus der Deutschen Eishockey Liga verpflichtet wurde. Seine Karriere ließ er schließlich von 1998 bis 2000 beim deutschen Zweitligisten Crocodiles Hamburg ausklingen.

### International
Für die USA nahm Bourque an der Weltmeisterschaft 1994 teil. In acht Spielen bereitete er dabei ein Tor vor.

## Erfolge und Auszeichnungen
- 1988 Governor’s Trophy
- 1988 IHL First All-Star Team
- 1991 Stanley-Cup-Gewinn mit den Pittsburgh Penguins
- 1992 Stanley-Cup-Gewinn mit den Pittsburgh Penguins